# 未解決的計算機科學問題
这个文章是在计算机科学中的有待解决的问题的列表。当该领域专家认为某些问题未解决，或当该领域中的几位专家不同意有关解决问题的办法时，这些计算机科学中的问题就被认为是未解决的。

## 计算复杂性理论
- P = NP问题。这是七个千禧年大奖难题之一
- NC (複雜度)
- NP = co-NP问题
- P = BPP问题
- P = PSPACE问题
- BQP和NP之间的关系是什么？
- 独特游戏猜想（英语：unique games conjecture）
- 指数时间假说（英语：exponential time hypothesis）是真的吗？
- 单向函数存在吗？

## 算法
- 两个n位数乘法算法速度最快的是什么？
- 速度最快的矩阵乘法算法是什么？
- 可以在多项式时间内做整数分解吗？
- 可以在多项式时间内计算离散对数吗？
- 可以在多项式时间内解决图同构问题（英语：graph isomorphism problem）吗？
- 可以在多项式时间内解决奇偶校验游戏（英语：parity game）吗？
- 线性规划问题是否存在强多项式时间的解法？这是Smale问题列表（英语：Smale's problems）中的第9个问题。
- 快速傅里叶变换算法的复杂性上下限是什么？他们能比Θ（N log N）快吗？
- 可以在次二次时间（英语：subquadratic time）内解决3SUM问题吗？
- 伸展树动态最优性猜想（英语：Splay_tree#Dynamic_optimality_conjecture）
- K-服务器问题（英语：K-server problem）

## 编程语言理论
- POPLmark（英语：POPLmark）
- Barendregt–Geuvers–Klop猜想（英语：Barendregt–Geuvers–Klop conjecture）
- 广义星高问题（英语：Generalized star height problem）

## 其他问题
- Aanderaa–Karp–Rosenberg猜想（英语：Aanderaa–Karp–Rosenberg conjecture）